# Ipnops meadi
Ipnops meadi är en fiskart som beskrevs av Nielsen, 1966. Ipnops meadi ingår i släktet Ipnops och familjen Ipnopidae. Inga underarter finns listade i Catalogue of Life.